# بارورا
بارورا (به لاتین: Barura) یک منطقهٔ مسکونی در بنگلادش است که در ناحیه کومیلا واقع شده‌است. بارورا ۲۴۲ کیلومتر مربع مساحت و ۴۷۳٬۵۹۰ نفر جمعیت دارد و ۲۱ meters above sea level. متر بالاتر از سطح دریا واقع شده‌است.